# Municipio de Jamesport
El municipio de Jamesport (en inglés: Jamesport Township) es un municipio ubicado en el condado de Daviess en el estado estadounidense de Misuri. En el año 2010 tenía una población de 1085 habitantes y una densidad poblacional de 12,15 personas por km².

## Geografía
El municipio de Jamesport se encuentra ubicado en las coordenadas 40°0′11″N 93°48′45″O / 40.00306, -93.81250. Según la Oficina del Censo de los Estados Unidos, el municipio tiene una superficie total de 89.33 km², de la cual 88,79 km² corresponden a tierra firme y (0,6 %) 0,54 km² es agua.

## Demografía
Según el censo de 2010, había 1085 personas residiendo en el municipio de Jamesport. La densidad de población era de 12,15 hab./km². De los 1085 habitantes, el municipio de Jamesport estaba compuesto por el 98,06 % blancos, el 0,09 % eran amerindios, el 0,18 % eran asiáticos y el 1,66 % eran de una mezcla de razas. Del total de la población el 1,01 % eran hispanos o latinos de cualquier raza.